# Lionheart (1987)
Lionheart is een Amerikaanse avonturenfilm uit 1987 onder regie van Franklin J. Schaffner.

## Verhaal
De jonge ridder Robert Nerra begeleidt een groep wezen, die mee wil gaan op de kruistocht van koning Richard. Hij moet de wezen beschermen tegen de Zwarte Prins, die kinderen vangt en hen als slaven verkoopt aan moslims.

## Rolverdeling
| Acteur                | Personage           |
| --------------------- | ------------------- |
| Eric Stoltz           | Robert Nerra        |
| Gabriel Byrne         | Zwarte Prins        |
| Nicola Cowper         | Blanche             |
| Dexter Fletcher       | Michael             |
| Deborah Moore         | Mathilda            |
| Nicholas Clay         | Charles de Montfort |
| Bruce Purchase        | Simon Nerra         |
| Neil Dickson          | Koning Richard      |
| Penny Downie          | Madelaine           |
| Nadim Sawalha         | Selim               |
| John Franklyn-Robbins | Abt                 |
| Chris Pitt            | Odo                 |
| Matthew Sim           | Hugo                |
| Paul Rhys             | Burgemeester        |
| Sammi Davis           | Baptista            |